# Nils Johan Berlin
Nils Johan Berlin, född 18 februari 1812 i Härnösand, död 27 december 1891 i Stockholm, var en svensk kemist och ämbetsman. Han var son till Nils Magnus Berlin (1771–1853) och Anna Sofia Gustafva Kjernander (1791–1868). Far till tulldirektören Gerhard Berlin (1851–1908) och farfar till borgmästaren Nils Berlin (1888–1969).
Berlin blev filosofie magister 1833 vid Uppsala universitet och sedan han vintern 1833–1834 åtnjutit Jöns Jacob Berzelius personliga handledning samt arbetat på hans laboratorium, blev han sistnämnda år docent i kemi, varefter han studerade medicin och promoverades till medicine doktor 1837. Två år därefter förordnades han till farmacie adjunkt vid Karolinska institutet och samma år till lärare vid Apotekarsocietetens farmaceutiska institut. År 1842 tackade han nej till en professur i kemi vid Helsingfors universitet, då kung Karl XIV Johan, på Sundhetskollegiums framställning, tilldelade honom ett årligt anslag vilket utgick tills han fick en professur inom Sverige. Detta skedde 1845, då han förordnades till extra ordinarie professor i farmakologi vid Lunds universitet, där han 1847 utnämndes till professor i kemi och mineralogi. Läsåret 1854–1855 var han rektor för universitetet.
År 1862, då en nyupprättad professur i medicinsk och fysiologisk kemi skulle tillsättas, kallades Berlin till denna plats. År 1864 utnämndes han till generaldirektör och t.f. ordförande i Sundhetskollegium och var 1873–1883 ordförande där. Han blev ledamot av Kungliga Vetenskapsakademien 1844. Han var även direktionsledamot eller ordförande i åtskilliga allmännyttiga inrättningar samt användes ofta i offentliga uppdrag. Åren 1867–1873 var han ledamot av riksdagens första kammare som representant för Malmöhus län. 
Berlin var en framstående akademisk föreläsare och som författare av läroböcker främjade han den kemiska, mineralogiska och farmakologiska bildningen i Sverige. Genom sina för folkundervisningen avsedda skrifter gjorde han sitt namn känt i en stor del av Europa. Han publicerade även en rad vetenskapliga artiklar i in- och utländska tidskrifter. Mineralet berlinit är uppkallat efter honom.
Nils Johan Berlin är begravd på Norra begravningsplatsen utanför Stockholm.